# Ropica kaszabi
Ropica kaszabi är en skalbaggsart som beskrevs av Stefan von Breuning 1975. Ropica kaszabi ingår i släktet Ropica och familjen långhorningar. Inga underarter finns listade i Catalogue of Life.